# Dionisópolis

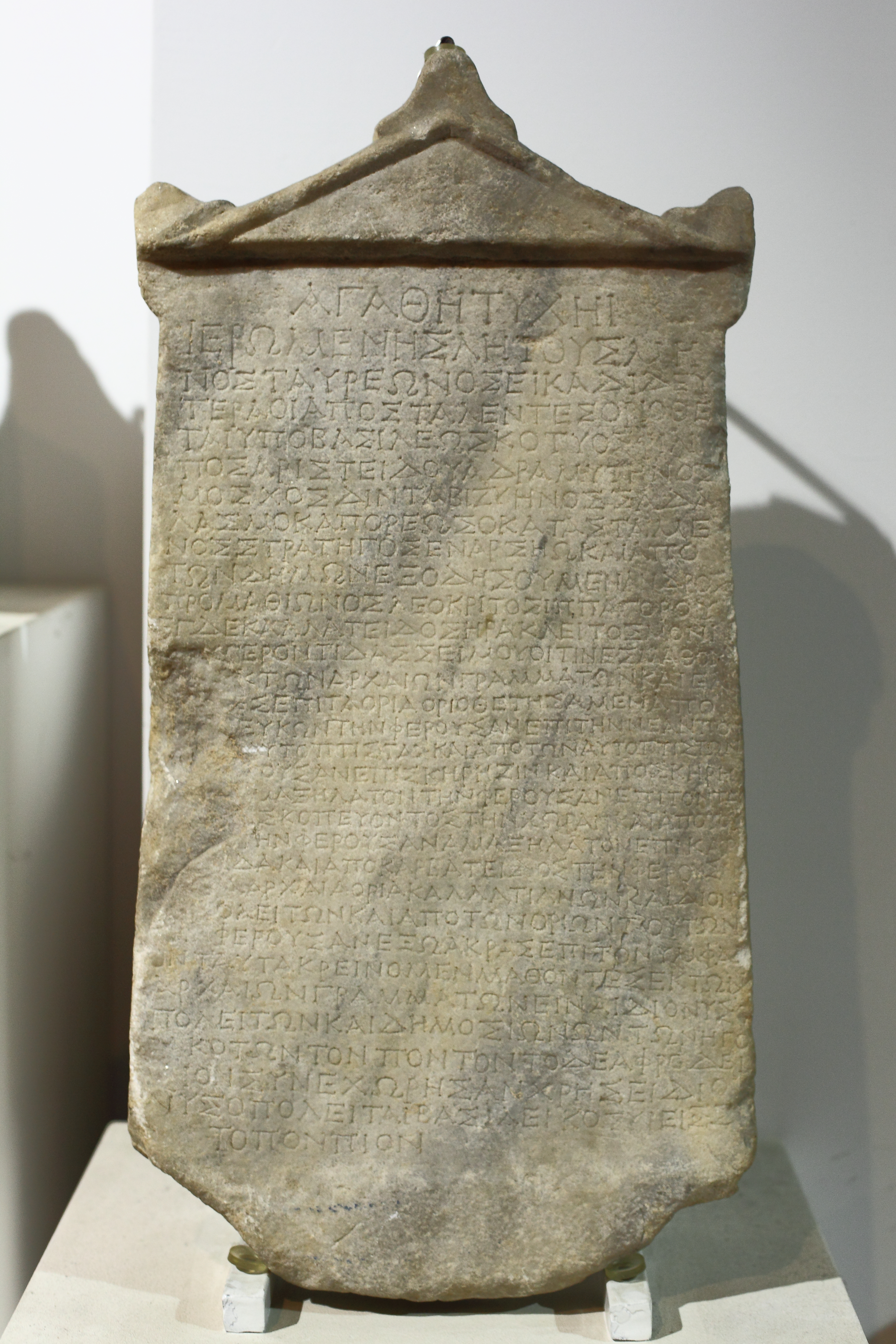
Estela de Kotys, Dionisópolis.

Dionisópolis fue una ciudad de la antigua Moesia, el actual puerto de Balchik, en la costa occidental del Mar Negro. Fue una colonia griega.
Su nombre antiguo era Cruno, y fue llamada Dionisópolis cuando, según una leyenda, una estatua de Dioniso surgió del mar en aquel lugar. En sus fronteras vivían griegos mezclados con escitas y cróbizos. Su existencia se remonta al menos al siglo IV a. C., aunque se desconoce quiénes la fundaron.
Plinio el Viejo, en la relación de ciudades que nombra de la zona de Tracia donde desemboca el Istro (Danubio), junto a Istros (la actual Istria rumana), Tomis (actual Constanza), y Calatis (Mangalia), menciona a la ciudad de Bizone, que «tras ser engullida por la tierra» -según palabras del propio Plinio-, se levantó en el mismo lugar, Cruno, que después fue llamada Dionisópolis, y que la regaba el río Ciras (actual Batovska Reka). 
A continuación, explica que el territorio que englobaba a todas esta ciudades fue ocupado -no precisa cuándo- por los aeroteres, una tribu escita. 